# Inspector Winter
Inspector Winter is een Zweedse tv-serie gebaseerd op de boeken van Åke Edwardson. De serie ging in première op 9 november 2001 en telde aanvankelijk 2 seizoenen, die tot 2004 werden uitgezonden. In 2010 volgde nog een derde seizoen.

## Inhoud
Het verhaal draait om de inspecteur van politie Erik Winter uit Göteborg. Hoewel hij succesvol is in zijn werk en een gelukkig gezinsleven heeft, blijft hij een geboren twijfelaar.

## Seizoen 1 en 2
Oorspronkelijk uitgezonden in 2001 - 2004.

### Afleveringen
- Dans med en ängel (Dans met een engel)
- Rop från långt avstånd (Roep uit de verte)
- Sol och skugga (Een vreemd gezicht)
- Låt det aldrig ta slut (Tot in eeuwigheid)
- Himlen är en plats på jorden (De hemel is een plek op aarde)
- Segel av sten (Een zeil van steen)

### Rolverdeling
- Johan Gry - Inspecteur Erik Winter
- Ulricha Johnson - Angela Winter
- Krister Henriksson - Inspecteur Bertil Ringmar
- Lennart Jähkel - Frederick Halder
- Mary Kuhlberg - Aneta Djanali
- Niklas Hjulström - Lars Bergheim
- Pierre Lindstedt - Möllerström
- Ivar Wiklander - Birgersson
- Therese Mårtensson - Elsa Winter

## Seizoen 3
Oorspronkelijk uitgezonden in 2010.

### Afleveringen
- Vänaste Land (Een vlucht vooruit)
- Rum Nummer 10 (Kamer nr. 10)
- Nästan död man (Nog niet dood)
- Den sista vintern (De laatste winter)

### Rolverdeling
- Magnus Krepper - Erik Winter
- Peter Andersson - Bertil Ringmar
- Amanda Ooms - Angela Winter
- Sharon Dyall - Aneta Djanali
- Jens Hultén - Fredrik Halders